# Los Balbases
Los Balbases – gmina w Hiszpanii, w prowincji Burgos, w Kastylii i León, o powierzchni 64,37 km². W 2011 roku gmina liczyła 338 mieszkańców.